# Municipio de Omro
El municipio de Omro (en inglés: Omro Township) es un municipio ubicado en el condado de Yellow Medicine en el estado estadounidense de Minnesota. En el año 2010 tenía una población de 161 habitantes y una densidad poblacional de 1,71 personas por km².

## Geografía
El municipio de Omro se encuentra ubicado en las coordenadas 44°46′6″N 96°2′29″O / 44.76833, -96.04139. Según la Oficina del Censo de los Estados Unidos, el municipio tiene una superficie total de 94.08 km², de la cual 93,47 km² corresponden a tierra firme y (0,65 %) 0,61 km² es agua.

## Demografía
Según el censo de 2010, había 161 personas residiendo en el municipio de Omro. La densidad de población era de 1,71 hab./km². De los 161 habitantes, el municipio de Omro estaba compuesto por el 95,65 % blancos, el 1,24 % eran asiáticos, el 2,48 % eran de otras razas y el 0,62 % eran de una mezcla de razas. Del total de la población el 4,35 % eran hispanos o latinos de cualquier raza.